# Stare Brachowice
Stare Brachowice [pronunciación en polaco: /ˈstarɛ braxɔˈvit͡sɛ/] es un pueblo en el distrito administrativo de Gmina Zgierz, dentro del Distrito de Zgierz, Voivodato de Łódź, en el centro de Polonia. Se encuentra aproximadamente 15 kilómetros al norte de Zgierz y 23 kilómetros al norte de la capital regional, Łódź.